# Кароліна Гогенлое-Кірхберзька
Кароліна Генрієтта Гогенлое-Кірхберзька (нім. Karoline Henriette zu Hohenlohe-Kirchberg, 11 червня 1761 — 22 грудня 1849) — німецька принцеса з династії Гогенлое, донька князя Гогенлое-Кірхбергу Крістіана Фрідріха Карла та принцеси Гогенлое-Лангенбурзької Луїзи Шарлотти, дружина князя Ройсс-Шляйцу Генріха XLII, мати князів Ройсс-Ґери Генріха LXII та Генріха LXVII.

## Біографія
Народилась 11 червня 1761 року у Кірхберзі, столиці графства Гогенлое-Кірхберг. Стала первістком в родині Крістіана Фрідріха Карла Гогенлое-Кірхберзького та його першої дружини Луїзи Шарлотти Гогенлое-Лангенбурзької, з'явившись на світ за рік після їхнього весілля. Правителем графства в той час був її дід Карл Август; сусіднім графством Гогенлое-Лангенбург керував інший дід — Людвіг Гогенлое-Лангенбурзький. За три роки обидва отримали титул імперських князів, а їхні графства були реорганізовані у князівства.
Мешкало сімейство у Кірхберзькому замку. У 1767 році її батько став князем Гогенлое-Кірхбергу.
У 16 років втратила матір. Та померла після пологів, народивши доньку Шарлотту Амалію. Батько, потребуючи спадкоємця, наступного року одружився вдруге із графинею Філіпіною Софією Ізенбург-Бюдінґенською. За кілька місяців після цього він видав Кароліну заміж.
10 червня 1779 року відбулося весілля принцеси із 27-річним Генріхом XLII Ройсс-Шляйцьким, старшим сином правлячого графа Ройсс-Шляйцу Генріха XII. Нареченій наступного дня виповнилося 18 років. У подружжя народилося восьмеро дітей, з яких троє досягли дорослого віку.
У червні 1784 року чоловік Кароліни очолив графство Ройсс-Шляйц. Резиденцією родини був Шляйцький замок. Генріх також був поціновувачем природи та полюбляв проводити час в резиденції Генріхсрух. 1811 року в місцевому парку він присвятив своїм дітям гай з ясенів, про що свідчила встановлена там мармурова плита.
У квітні 1806 року Ройсс-Шляйц був реорганізований у князівство. У жовтні того ж року у Шляйцькому замку зупинявся Наполеон Бонапарт, використавши його як штаб перед Битвою під Єною та Ауерштедтом.
У квітні 1818 року Генріх XLII пішов з життя. Князівством надалі правив їхній старший син Генріх LXII. У 1837 році Шляйцький замок постраждав від сильної пожежі.
Кароліна пішла з життя у 88-річному віці, маючи п'ятьох праонуків. Була похована у князівській крипті церкви Святої Марії у Шляйці.

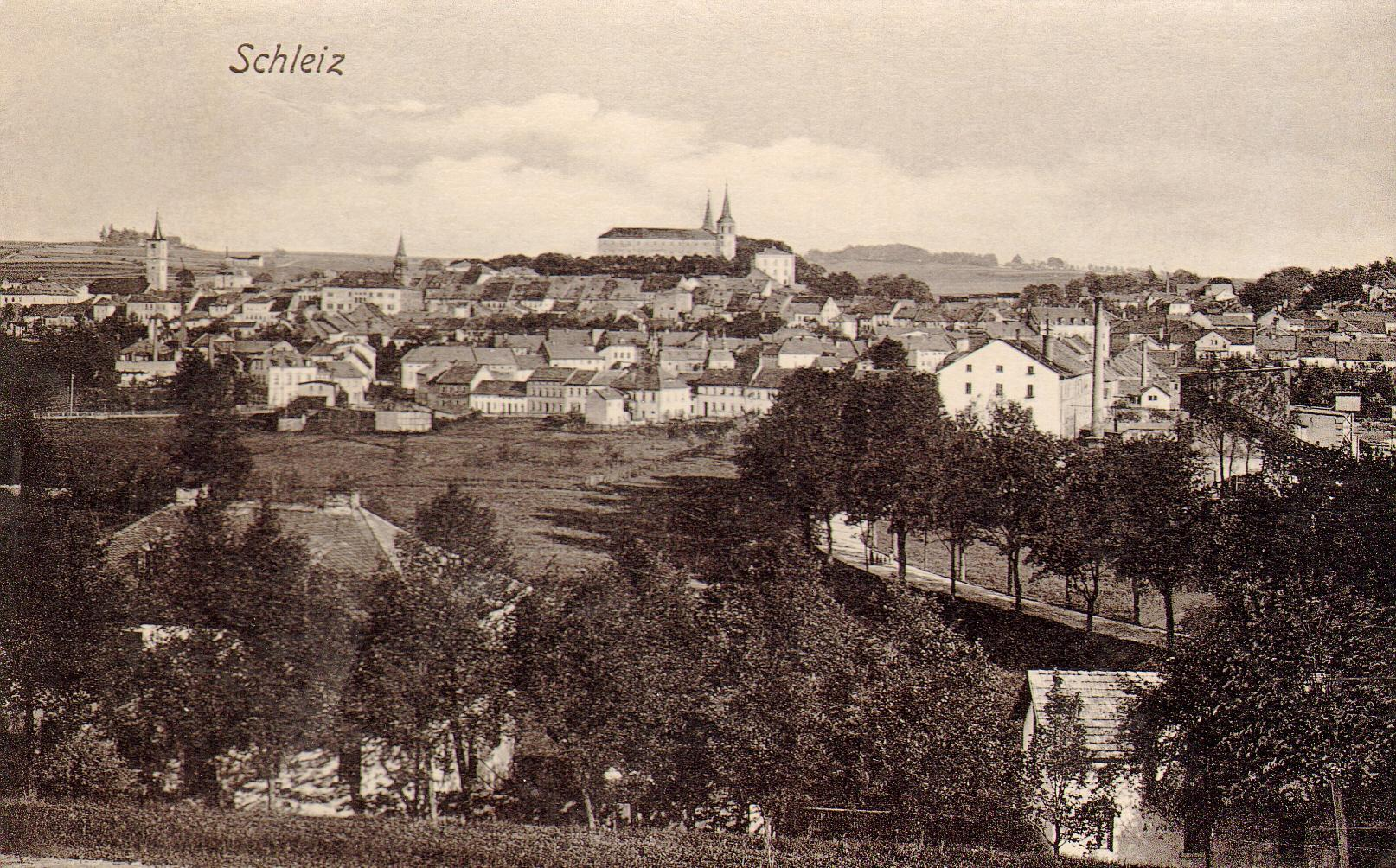
Шляйцький замок на поштівці 1908 року

## Родина
Чоловік — Генріх XLII
Діти:
- Крістіна Філіпіна (1781—1866) — одружена не була, дітей не мала;
- Генріх LVIII (1782—1783) — прожив 1 рік;
- Фердинанда (1784—1785) — прожила 1 рік;
- Генріх LXII (1785—1754) — князь Ройсс-Шляйцу у 1818—1848 роках, князь Ройсс-Ґери у 1848—1854 роках, одруженим не був, дітей не мав;
- Генріх LXV (1788—1790) — прожив 2 роки;
- Генріх LXVII (1789—1867) — князь Ройсс-Ґери у 1854—1867 роках, був одруженим із графинею Адельгейдою Ройсс цу Еберсдорф, мав восьмеро дітей;
- Генріх LXVIII (1791—1792) — прожив 1 рік;
- Генріх LXXI (1793—1794) — прожив 5 місяців.